# Lista de rodovias do Tocantins
O sistema rodoviário do estado brasileiro do Tocantins é composto por diversas rodovias, sendo seis rodovias federais, além de inúmeras rodovias estaduais. As rodovias estaduais do Tocantins são administradas pelo Departamento de Estradas de Rodagem do Estado do Tocantins (DERTINS), que é uma autarquia diretamente vinculada à Secretaria da Infraestrutura do Estado do Tocantins (SEINFRA).

## Federais
- BR-010
- BR-153
- BR-226
- BR-230
- BR-235
- BR-242

## Estaduais
As rodovias estaduais do Tocantins compõem-se de uma nomenclatura com três números precedidos das letras TO, que é a sigla do estado do Tocantins.
- TO-010
- TO-020
- TO-030
- TO-040
- TO-050
- TO-070
- TO-080
- TO-181
- TO-255
- TO-280
- TO-342
- TO-348
- TO-373
- TO-431
- TO-481